# ساروس خورشیدی ۱۴۸
ساروس ۱۴۸ دوره‌ای زمانی با چرخه‌ای حدود ۱۸ سال و ۱۱ روز و ۸ ساعت (تقریباً ۶۵۸۵ و یک سوم روز) است که شامل ۷۵ خورشیدگرفتگی می‌شود.

## رخدادها
| ساروس | عضو | تاریخ                      | زمان (بزرگ‌ترین) ساعت هماهنگ جهانی | نوع    | مکان طول و عرض جغرافیایی | گاما    | قدر    | گُستره (km) | مدت زمان (دقیقه: ثانیه) | منبع |
| ----- | --- | -------------------------- | --------------------------------- | ------ | ------------------------ | ------- | ------ | ---------- | ----------------------- | ---- |
| ۱۴۸   | ۱   | ۲۱ سپتامبر ۱۶۵۳            | ۱۵:۵۵:۴۴                          | جزئی   | 61S 149.7W               | -1.545  | 0.0324 |            |                         |      |
| ۱۴۸   | ۲   | ۲ اکتبر ۱۶۷۱               | ۲۳:۱۳:۲۲                          | جزئی   | 61S 92.1E                | -1.4952 | 0.1177 |            |                         |      |
| ۱۴۸   | ۳   | ۱۳ اکتبر ۱۶۸۹              | ۶:۴۰:۰۲                           | جزئی   | 61.2S 28.3W              | -1.4517 | 0.192  |            |                         |      |
| ۱۴۸   | ۴   | ۲۵ اکتبر ۱۷۰۷              | ۱۴:۱۷:۲۲                          | جزئی   | 61.6S 151.3W             | -1.4161 | 0.2528 |            |                         |      |
| ۱۴۸   | ۵   | ۴ نوامبر ۱۷۲۵              | ۲۲:۰۲:۵۲                          | جزئی   | 62.1S 83.5E              | -1.3861 | 0.3038 |            |                         |      |
| ۱۴۸   | ۶   | ۱۶ نوامبر ۱۷۴۳             | ۵:۵۸:۲۵                           | جزئی   | 62.8S 44.4W              | -1.3634 | 0.3424 |            |                         |      |
| ۱۴۸   | ۷   | ۲۶ نوامبر ۱۷۶۱             | ۱۴:۰۰:۲۷                          | جزئی   | 63.7S 174.2W             | -1.3451 | 0.3732 |            |                         |      |
| ۱۴۸   | ۸   | ۷ دسامبر ۱۷۷۹              | ۲۲:۰۸:۵۶                          | جزئی   | 64.6S 54.2E              | -1.3315 | 0.3962 |            |                         |      |
| ۱۴۸   | ۹   | ۱۸ دسامبر ۱۷۹۷             | ۶:۲۱:۵۱                           | جزئی   | 65.6S 79W                | -1.3208 | 0.4142 |            |                         |      |
| ۱۴۸   | ۱۰  | ۳۰ دسامبر ۱۸۱۵             | ۱۴:۳۸:۳۹                          | جزئی   | 66.7S 146.4E             | -1.3129 | 0.4273 |            |                         |      |
| ۱۴۸   | ۱۱  | ۹ ژانویه ۱۸۳۴              | ۲۲:۵۵:۳۱                          | جزئی   | 67.8S 11.3E              | -1.3043 | 0.4418 |            |                         |      |
| ۱۴۸   | ۱۲  | ۲۱ ژانویه ۱۸۵۲             | ۷:۱۲:۱۶                           | جزئی   | 68.9S 124.3W             | -1.2948 | 0.4577 |            |                         |      |
| ۱۴۸   | ۱۳  | ۳۱ ژانویه ۱۸۷۰             | ۱۵:۲۶:۲۵                          | جزئی   | 69.9S 100E               | -1.2829 | 0.4781 |            |                         |      |
| ۱۴۸   | ۱۴  | ۱۱ فوریه ۱۸۸۸              | ۲۳:۳۸:۱۵                          | جزئی   | 70.7S 35.7W              | -1.2684 | 0.5029 |            |                         |      |
| ۱۴۸   | ۱۵  | خورشیدگرفتگی ۲۳ فوریه ۱۹۰۶ | ۷:۴۳:۲۰                           | جزئی   | 71.4S 170.3W             | -1.2479 | 0.5386 |            |                         |      |
| ۱۴۸   | ۱۶  | خورشیدگرفتگی ۵ مارس ۱۹۲۴   | ۱۵:۴۴:۲۰                          | جزئی   | 71.9S 55.6E              | -1.2232 | 0.5819 |            |                         |      |
| ۱۴۸   | ۱۷  | خورشیدگرفتگی ۱۶ مارس ۱۹۴۲  | ۲۳:۳۷:۰۷                          | جزئی   | 72.2S 76.8W              | -1.1908 | 0.6393 |            |                         |      |
| ۱۴۸   | ۱۸  | خورشیدگرفتگی ۲۷ مارس ۱۹۶۰  | ۷:۲۵:۰۷                           | جزئی   | 72.1S 151.9E             | -1.1537 | 0.7058 |            |                         |      |
| ۱۴۸   | ۱۹  | خورشیدگرفتگی ۷ آوریل ۱۹۷۸  | ۱۵:۰۳:۴۷                          | جزئی   | 71.9S 23.3E              | -1.1081 | 0.7883 |            |                         |      |
| ۱۴۸   | ۲۰  | خورشیدگرفتگی ۱۷ آوریل ۱۹۹۶ | ۲۲:۳۸:۱۲                          | جزئی   | 71.3S 104W               | -1.058  | 0.8799 |            |                         |      |
| ۱۴۸   | ۲۱  | خورشیدگرفتگی ۲۹ آوریل ۲۰۱۴ | ۶:۰۴:۳۳                           | حلقه‌ای | 70.6S 131.3E             | 1       | 0.9868 | -          | -                       |      |
| ۱۴۸   | ۲۲  | خورشیدگرفتگی ۹ مه ۲۰۳۲     | ۱۳:۲۶:۴۲                          | حلقه‌ای | 51.3S 7.1W               | -۰٫۹۳۷۵ | ۰٫۹۹۵۷ | ۴۴         | ۰ دقیقه و ۲۲ ثانیه      |      |
| ۱۴۸   | ۲۳  | خورشیدگرفتگی ۲۰ مه ۲۰۵۰    | ۲۰:۴۲:۵۰                          | مرکب   | 40.1S 123.7W             | -۰٫۸۶۸۸ | ۱٫۰۰۳۸ | ۲۷         | ۰ دقیقه و ۲۱ ثانیه      |      |
| ۱۴۸   | ۲۴  | خورشیدگرفتگی ۳۱ مه ۲۰۶۸    | ۳:۵۶:۳۹                           | کامل   | 31S 123.2E               | -۰٫۷۹۷  | ۱٫۰۱۱  | ۶۳         | ۱ دقیقه و ۶ ثانیه       |      |
| ۱۴۸   | ۲۵  | خورشیدگرفتگی ۱۱ ژوئن ۲۰۸۶  | ۱۱:۰۷:۱۴                          | کامل   | 23.2S 12.5E              | -۰٫۷۲۱۵ | ۱٫۰۱۷۴ | ۸۶         | ۱ دقیقه و ۴۸ ثانیه      |      |
| ۱۴۸   | ۲۶  | ۲۲ ژوئن ۲۱۰۴               | ۱۸:۱۶:۲۱                          | کامل   | 16.6S 96.8W              | -۰٫۶۴۳۸ | ۱٫۰۲۳۱ | ۱۰۳        | ۲ دقیقه و ۲۶ ثانیه      |      |
| ۱۴۸   | ۲۷  | ۴ ژوئیه ۲۱۲۲               | ۱:۲۵:۳۱                           | کامل   | 11S 154.7E               | -۰٫۵۶۴۹ | ۱٫۰۲۸  | ۱۱۴        | ۲ دقیقه و ۵۶ ثانیه      |      |
| ۱۴۸   | ۲۸  | ۱۴ ژوئیه ۲۱۴۰              | ۸:۳۶:۱۱                           | کامل   | 6.7S 46.5E               | -۰٫۴۸۶۱ | ۱٫۰۳۲۲ | ۱۲۴        | ۳ دقیقه و ۱۸ ثانیه      |      |
| ۱۴۸   | ۲۹  | ۲۵ ژوئیه ۲۱۵۸              | ۱۵:۴۹:۱۷                          | کامل   | 3.4S 61.8W               | -۰٫۴۰۸۷ | ۱٫۰۳۵۶ | ۱۳۱        | ۳ دقیقه و ۳۲ ثانیه      |      |
| ۱۴۸   | ۳۰  | ۴ اوت ۲۱۷۶                 | ۲۳:۰۵:۵۵                          | کامل   | 1.3S 170.5W              | -۰٫۳۳۳۳ | ۱٫۰۳۸۳ | ۱۳۶        | ۳ دقیقه و ۴۰ ثانیه      |      |
| ۱۴۸   | ۳۱  | ۱۶ اوت ۲۱۹۴                | ۶:۲۸:۰۸                           | کامل   | 0.2S 79.6E               | -۰٫۲۶۱۶ | ۱٫۰۴۰۳ | ۱۳۹        | ۳ دقیقه و ۴۴ ثانیه      |      |
| ۱۴۸   | ۳۲  | ۲۷ اوت ۲۲۱۲                | ۱۳:۵۶:۱۷                          | کامل   | 0.1S 31.7W               | -۰٫۱۹۴  | ۱٫۰۴۱۶ | ۱۴۲        | ۳ دقیقه و ۴۵ ثانیه      |      |
| ۱۴۸   | ۳۳  | ۷ سپتامبر ۲۲۳۰             | ۲۱:۳۰:۳۹                          | کامل   | 0.7S 144.5W              | -۰٫۱۳۰۹ | ۱٫۰۴۲۴ | ۱۴۳        | ۳ دقیقه و ۴۴ ثانیه      |      |
| ۱۴۸   | ۳۴  | ۱۸ سپتامبر ۲۲۴۸            | ۵:۱۳:۰۷                           | کامل   | 2S 100.6E                | -۰٫۰۷۳۸ | ۱٫۰۴۲۶ | ۱۴۳        | ۳ دقیقه و ۴۲ ثانیه      |      |
| ۱۴۸   | ۳۵  | ۲۹ سپتامبر ۲۲۶۶            | ۱۳:۰۳:۵۷                          | کامل   | 3.7S 16.4W               | -۰٫۰۲۳۳ | ۱٫۰۴۲۵ | ۱۴۲        | ۳ دقیقه و ۴۰ ثانیه      |      |
| ۱۴۸   | ۳۶  | ۹ اکتبر ۲۲۸۴               | ۲۱:۰۳:۴۸                          | کامل   | 5.7S 135.8W              | ۰٫۰۲۰۵  | ۱٫۰۴۲  | ۱۴۰        | ۳ دقیقه و ۳۹ ثانیه      |      |
| ۱۴۸   | ۳۷  | ۲۲ اکتبر ۲۳۰۲              | ۵:۱۱:۱۶                           | کامل   | 7.8S 102.9E              | ۰٫۰۵۸۴  | ۱٫۰۴۱۳ | ۱۳۹        | ۳ دقیقه و ۳۸ ثانیه      |      |
| ۱۴۸   | ۳۸  | ۱ نوامبر ۲۳۲۰              | ۱۳:۲۸:۱۹                          | کامل   | 9.8S 20.8W               | ۰٫۰۸۸۸  | ۱٫۰۴۰۶ | ۱۳۶        | ۳ دقیقه و ۳۸ ثانیه      |      |
| ۱۴۸   | ۳۹  | ۱۲ نوامبر ۲۳۳۸             | ۲۱:۵۲:۵۴                          | کامل   | 11.7S 146.4W             | ۰٫۱۱۳۱  | ۱٫۰۳۹۹ | ۱۳۴        | ۳ دقیقه و ۳۸ ثانیه      |      |
| ۱۴۸   | ۴۰  | ۲۳ نوامبر ۲۳۵۶             | ۶:۲۴:۵۵                           | کامل   | 13.2S 86.3E              | ۰٫۱۳۱۷  | ۱٫۰۳۹۴ | ۱۳۳        | ۳ دقیقه و ۴۰ ثانیه      |      |
| ۱۴۸   | ۴۱  | ۴ دسامبر ۲۳۷۴              | ۱۵:۰۲:۵۶                          | کامل   | 14.1S 42.4W              | ۰٫۱۴۵۵  | ۱٫۰۳۹  | ۱۳۲        | ۳ دقیقه و ۴۲ ثانیه      |      |
| ۱۴۸   | ۴۲  | ۱۴ دسامبر ۲۳۹۲             | ۲۳:۴۶:۲۶                          | کامل   | 14.5S 172.4W             | ۰٫۱۵۵   | ۱٫۰۳۹۱ | ۱۳۳        | ۳ دقیقه و ۴۶ ثانیه      |      |
| ۱۴۸   | ۴۳  | ۲۶ دسامبر ۲۴۱۰             | ۸:۳۳:۵۸                           | کامل   | 14.1S 56.6E              | ۰٫۱۶۱۳  | ۱٫۰۳۹۵ | ۱۳۴        | ۳ دقیقه و ۵۰ ثانیه      |      |
| ۱۴۸   | ۴۴  | ۵ ژانویه ۲۴۲۹              | ۱۷:۲۲:۵۶                          | کامل   | 13S 74.9W                | ۰٫۱۶۶۶  | ۱٫۰۴۰۴ | ۱۳۷        | ۳ دقیقه و ۵۶ ثانیه      |      |
| ۱۴۸   | ۴۵  | ۱۷ ژانویه ۲۴۴۷             | ۲:۱۴:۰۳                           | کامل   | 11.1S 152.9E             | ۰٫۱۷۰۳  | ۱٫۰۴۱۷ | ۱۴۱        | ۴ دقیقه و ۳ ثانیه       |      |
| ۱۴۸   | ۴۶  | ۲۷ ژانویه ۲۴۶۵             | ۱۱:۰۳:۴۹                          | کامل   | 8.3S 20.8E               | ۰٫۱۷۵۱  | ۱٫۰۴۳۵ | ۱۴۷        | ۴ دقیقه و ۱۱ ثانیه      |      |
| ۱۴۸   | ۴۷  | ۷ فوریه ۲۴۸۳               | ۱۹:۵۱:۵۶                          | کامل   | 4.8S 111.2W              | ۰٫۱۸۱۷  | ۱٫۰۴۵۷ | ۱۵۵        | ۴ دقیقه و ۲۰ ثانیه      |      |
| ۱۴۸   | ۴۸  | ۱۹ فوریه ۲۵۰۱              | ۴:۳۵:۲۱                           | کامل   | 0.6S 117.7E              | ۰٫۱۹۲۵  | ۱٫۰۴۸۳ | ۱۶۳        | ۴ دقیقه و ۳۱ ثانیه      |      |
| ۱۴۸   | ۴۹  | ۲ مارس ۲۵۱۹                | ۱۳:۱۵:۲۴                          | کامل   | 4.2N 12.9W               | ۰٫۲۰۶۲  | ۱٫۰۵۱۱ | ۱۷۳        | ۴ دقیقه و ۴۲ ثانیه      |      |
| ۱۴۸   | ۵۰  | ۱۲ مارس ۲۵۳۷               | ۲۱:۴۹:۰۷                          | کامل   | 9.5N 142.2W              | ۰٫۲۲۵۴  | ۱٫۰۵۴۲ | ۱۸۴        | ۴ دقیقه و ۵۳ ثانیه      |      |
| ۱۴۸   | ۵۱  | ۲۴ مارس ۲۵۵۵               | ۶:۱۶:۲۳                           | کامل   | 15.2N 90E                | ۰٫۲۵۰۲  | ۱٫۰۵۷۴ | ۱۹۵        | ۵ دقیقه و ۴ ثانیه       |      |
| ۱۴۸   | ۵۲  | ۳ آوریل ۲۵۷۳               | ۱۴:۳۶:۱۶                          | کامل   | 21.4N 35.9W              | ۰٫۲۸۱۵  | ۱٫۰۶۰۶ | ۲۰۷        | ۵ دقیقه و ۱۳ ثانیه      |      |
| ۱۴۸   | ۵۳  | ۱۴ آوریل ۲۵۹۱              | ۲۲:۴۹:۰۷                          | کامل   | 27.7N 160W               | ۰٫۳۱۸۹  | ۱٫۰۶۳۷ | ۲۲۰        | ۵ دقیقه و ۱۹ ثانیه      |      |
| ۱۴۸   | ۵۴  | ۲۶ آوریل ۲۶۰۹              | ۶:۵۴:۲۶                           | کامل   | 34.2N 78.2E              | ۰٫۳۶۲۷  | ۱٫۰۶۶۵ | ۲۳۳        | ۵ دقیقه و ۲۳ ثانیه      |      |
| ۱۴۸   | ۵۵  | ۷ مه ۲۶۲۷                  | ۱۴:۵۲:۰۴                          | کامل   | 40.8N 41W                | ۰٫۴۱۲۹  | ۱٫۰۶۸۸ | ۲۴۶        | ۵ دقیقه و ۲۲ ثانیه      |      |
| ۱۴۸   | ۵۶  | ۱۷ مه ۲۶۴۵                 | ۲۲:۴۳:۱۸                          | کامل   | 47.4N 157.7W             | ۰٫۴۶۸۶  | ۱٫۰۷۰۷ | ۲۶۱        | ۵ دقیقه و ۱۷ ثانیه      |      |
| ۱۴۸   | ۵۷  | ۲۹ مه ۲۶۶۳                 | ۶:۲۸:۲۱                           | کامل   | 53.7N 88.7E              | ۰٫۵۲۹۵  | ۱٫۰۷۱۹ | ۲۷۶        | ۵ دقیقه و ۷ ثانیه       |      |
| ۱۴۸   | ۵۸  | ۸ ژوئن ۲۶۸۱                | ۱۴:۰۷:۳۱                          | کامل   | 59.7N 21.1W              | ۰٫۵۹۵۳  | ۱٫۰۷۲۴ | ۲۹۴        | ۴ دقیقه و ۵۴ ثانیه      |      |
| ۱۴۸   | ۵۹  | ۱۹ ژوئن ۲۶۹۹               | ۲۱:۴۲:۳۲                          | کامل   | 64.9N 126.6W             | ۰٫۶۶۴۵  | ۱٫۰۷۲  | ۳۱۴        | ۴ دقیقه و ۳۸ ثانیه      |      |
| ۱۴۸   | ۶۰  | ۱ ژوئیه ۲۷۱۷               | ۵:۱۳:۳۰                           | کامل   | 69.2N 133.9E             | ۰٫۷۳۶۸  | ۱٫۰۷۰۷ | ۳۴۲        | ۴ دقیقه و ۲۰ ثانیه      |      |
| ۱۴۸   | ۶۱  | ۱۲ ژوئیه ۲۷۳۵              | ۱۲:۴۳:۱۱                          | کامل   | 71.7N 40.5E              | ۰٫۸۱۰۱  | ۱٫۰۶۸۲ | ۳۸۱        | ۳ دقیقه و ۵۹ ثانیه      |      |
| ۱۴۸   | ۶۲  | ۲۲ ژوئیه ۲۷۵۳              | ۲۰:۱۰:۰۲                          | کامل   | 72.2N 46.7W              | ۰٫۸۸۵۳  | ۱٫۰۶۴۶ | ۴۵۸        | ۳ دقیقه و ۳۵ ثانیه      |      |
| ۱۴۸   | ۶۳  | ۳ اوت ۲۷۷۱                 | ۳:۳۸:۳۴                           | کامل   | 69.6N 129.5W             | ۰٫۹۵۹   | ۱٫۰۵۹  | ۷۰۴        | ۳ دقیقه و ۵ ثانیه       |      |
| ۱۴۸   | ۶۴  | ۱۳ اوت ۲۷۸۹                | ۱۱:۰۷:۰۴                          | جزئی   | 62.1N 146.1E             | 1.0325  | 0.958  |            |                         |      |
| ۱۴۸   | ۶۵  | ۲۴ اوت ۲۸۰۷                | ۱۸:۳۹:۲۸                          | جزئی   | 61.7N 24.5E              | 1.1023  | 0.8227 |            |                         |      |
| ۱۴۸   | ۶۶  | ۴ سپتامبر ۲۸۲۵             | ۲:۱۳:۴۱                           | جزئی   | 61.3N 97.3W              | 1.17    | 0.692  |            |                         |      |
| ۱۴۸   | ۶۷  | ۱۵ سپتامبر ۲۸۴۳            | ۹:۵۴:۰۰                           | جزئی   | 61.2N 139.4E             | 1.2325  | 0.5724 |            |                         |      |
| ۱۴۸   | ۶۸  | ۲۵ سپتامبر ۲۸۶۱            | ۱۷:۳۸:۱۴                          | جزئی   | 61.2N 15.1E              | 1.2912  | 0.4607 |            |                         |      |
| ۱۴۸   | ۶۹  | ۷ اکتبر ۲۸۷۹               | ۱:۲۹:۰۴                           | جزئی   | 61.3N 110.8W             | 1.3441  | 0.3612 |            |                         |      |
| ۱۴۸   | ۷۰  | ۱۷ اکتبر ۲۸۹۷              | ۹:۲۵:۳۱                           | جزئی   | 61.6N 121.9E             | 1.3918  | 0.2723 |            |                         |      |
| ۱۴۸   | ۷۱  | ۲۹ اکتبر ۲۹۱۵              | ۱۷:۲۹:۵۳                          | جزئی   | 62.1N 7.5W               | 1.4323  | 0.1978 |            |                         |      |
| ۱۴۸   | ۷۲  | ۹ نوامبر ۲۹۳۳              | ۱:۴۰:۳۱                           | جزئی   | 62.6N 138.6W             | 1.4676  | 0.1339 |            |                         |      |
| ۱۴۸   | ۷۳  | ۲۰ نوامبر ۲۹۵۱             | ۹:۵۷:۴۱                           | جزئی   | 63.4N 88.5E              | 1.497   | 0.0814 |            |                         |      |
| ۱۴۸   | ۷۴  | ۳۰ نوامبر ۲۹۶۹             | ۱۸:۲۰:۵۴                          | جزئی   | 64.2N 46.2W              | 1.521   | 0.0393 |            |                         |      |
| ۱۴۸   | ۷۵  | ۱۲ دسامبر ۲۹۸۷             | ۲:۵۰:۰۴                           | جزئی   | 65.2N 177.4E             | 1.5396  | 0.0074 |            |                         |      |